# Renate Bänsch

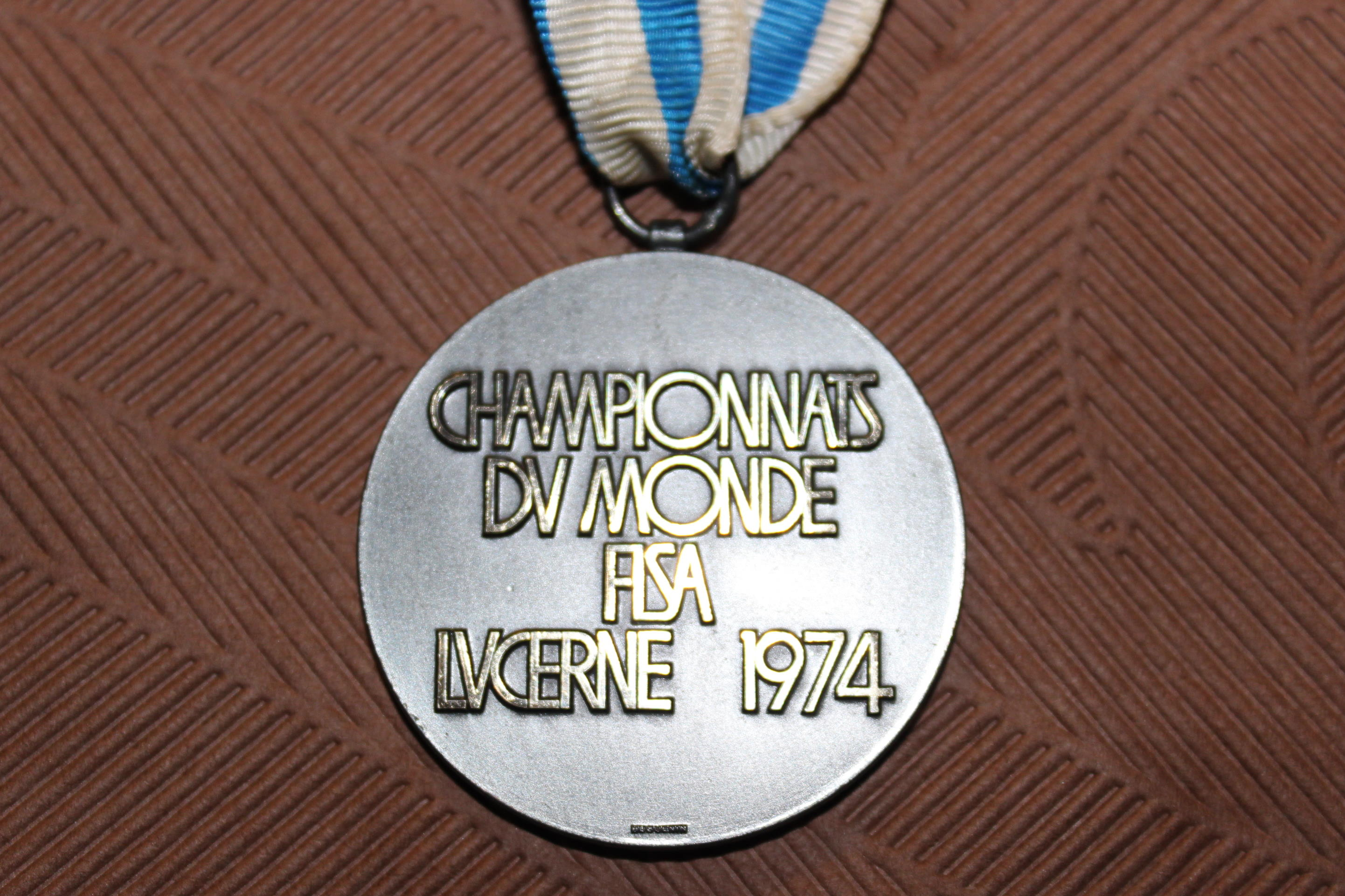
Renate Bänschs Silbermedaille von den Weltmeisterschaften 1974

Renate Bänsch (nach Heirat Renate Doberschütz; * 21. Januar 1956 in Naumburg (Saale)) ist eine ehemalige Ruderin aus der DDR. 1974 wurde sie Vizeweltmeisterin im Zweier ohne Steuerfrau.
Renate Bänsch wurde mit 12 Jahren von ihrem Mathematiklehrer für den Rudersport entdeckt und begann ihre Laufbahn bei der BSG Rot-Weiß Naumburg. 1972 wechselte sie zum SC DHfK Leipzig. Bei den DDR-Meisterschaften 1974 gewann sie gemeinsam mit Bergit Heinze im Zweier ohne Steuerfrau den Meistertitel.
1974 traten bei den Weltmeisterschaften in Luzern erstmals Frauenboote bei einer Weltmeisterschaft an. Renate Bänsch und Bergit Heinze waren hinter den Rumäninnen Marilena Ghita und Cornelia Neacșu die ersten Vize-Weltmeisterinnen in der Bootsklasse Zweier ohne Steuerfrau.
Renate Bänsch ist Mutter von 2 Kindern – darunter der Ruderer Johannes Doberschütz – und lebt in Leipzig. Sie war mit dem Ruderer Jens Doberschütz verheiratet.